# Gabor Kasa
Pour les articles homonymes, voir Kasa.
Gabor Kasa, né le 3 février 1989, est un coureur cycliste serbe. En 2014, il devient champion de Serbie du contre-la-montre.

## Palmarès
- 2006
  -  Médaillé d'argent du championnat des Balkans sur route juniors
  - 3e du championnat de Serbie-et-Monténégro du contre-la-montre juniors
- 2007
  -  Champion de Serbie sur route juniors
  -  Champion de Serbie du contre-la-montre juniors
- 2008
  -  Champion de Serbie sur route espoirs
- 2009
  -  Champion de Serbie sur route espoirs
  -  Champion de Serbie du contre-la-montre espoirs
- 2010
  - Grand Prix Oberes Fricktal
  - 3e du championnat de Serbie du contre-la-montre espoirs
- 2011
  - 2e étape de la Tolna Régió Kupa
  - 2e étape du Tour de Trakya
  - 2e étape du Tour de Serbie
  - 1re étape de l'International Paths of Victory Tour (contre-la-montre)
  - Tour d'Alanya :
    - Classement général
    - 3e étape
- 2012
  - 4e étape du Sibiu Cycling Tour
- 2013
  - 2e du championnat de Serbie du contre-la-montre
- 2014
  -  Champion de Serbie du contre-la-montre
  - Félsziget Kupa
- 2015
  -  Champion de Serbie du contre-la-montre
  -  Médaillé de bronze du championnat des Balkans du contre-la-montre
  - 3e du championnat de Serbie sur route
  - 3e du championnat de Serbie du critérium

## Classements mondiaux
| Année           | 2008 | 2009 | 2010   | 2011 | 2012 | 2013 | 2014 | 2015 |
| --------------- | ---- | ---- | ------ | ---- | ---- | ---- | ---- | ---- |
| UCI Europe Tour | 408e | 650e | 1 143e | 79e  | 613e | 678e | 505e | 516e |